# 花のサラリーマン
『花のサラリーマン』（はなのサラリーマン）は1962年（昭和37年）に放送されたTBSの30分テレビドラマ。全30回。
一流の貿易会社を舞台に、一人の二枚目社員の周囲で起こる仕事や恋愛における若者たちの衝突・友情を描く若者向け青春ドラマ。船戸順のテレビ初出演作であった。出演は他に稲垣隆・笹るみ子・中真千子・西城康彦ら。